# المناوير (جبلة)

تعديل مصدري - تعديل

المناوير هي إحدى قرى عزلة انامر اعلى بمديرية جبلة التابعة لمحافظة إب، بلغ تعداد سكانها 1023 نسمة حسب تعداد اليمن لعام 2004.